# Пироксенови паласити
Пироксеновите паласити са метеорити, принадлежащи към клас Паласити, част от каменно-железните метеорити. Наречени са така, тъй като са единствените паласити, които съдържат пироксен. Това е малка група от богати на пироксен паласити, която се състои само от три члена – Ямато 8451 (Y8451), Вермилион (Vermillion) и Шото (Choteau).

## Произход
Съществуват няколко теории за произхода на паласитите въобще, включително и на пироксеновите паласити. Според по-разпространената версия те са формирани в множество родителски тела чрез процеси, които се повтарят на няколко места в Слънчевата система. Образуват се в астероидите, на границата между металното им ядро и силикатната мантия около него. Това ги прави близки с железните метеорити, които се образуват от ядрото.
Друга теория оспорва формирането им в зоната между ядрото и мантията на астероидите. Според нея, те са се образували не на това място, а са следствие на силни удари на родителското тяло от големи тела, които ги разчупват.
Трите метеорита от групата споделят подобни елементни и изотопни състави, но различни от тези на главната група и на паласитите Ийгъл стейшън, което говори за произход от друго родителско тяло. Не е открита никаква връзка с железните метеорити, което води до извода, че произхождат от неизвестен, или непроучен астероид.

## Състав и текстура
Първоначално групата е създадена само за Вермилион и Ямато 8451, които съдържат незначителни количества пироксен – около 1 – 3% от обема си. Стойностите на кислородния изотоп също се различават от тези на останалите паласити. Шото е открит през 2011 г. в САЩ и е добавен към групата. И трите съдържат минимални количества клинопироксени, които се срещат като включвания в кристалите на оливина. Освен това може да присъстват или като едри зърна в никел-желязната матрица, или като минерални зърна на границата с оливина. Всички членове на групата съдържат пироксен, хромит и мерилит. Наличието на пироксен, съществуващ съвместно с оливин, за разлика от главната група, където има само оливин, може да показва по-ниска температура на натрупване на кристали за пироксеновите паласити, като се приеме, че и трите метеорита произхождат от подобни хондритни стопилки.
Обемно Вермилион се състои от около 86% никел-желязо и 14% силикати. Силикатите са разпръснати във вид на ленти с ширина до 1,5 cm в металната матрица. Тези ленти съдържат силикатни частици с размер от микрони до сантиметър, включително закръглени оливинови зърна до 1,5 см, както и ортопироксен, хромит и мерилит. Ямато 8451 е текстурно подобен на паласитите от главната група и се състои от никел-желязо, закръглени до ъгловати оливинови зърна с размери до 1 см, пироксен, хромит и мерилит. Шото е съставен предимно от метал (камасит с беден на никел тенит) и големи ъгловати зърна от оливин. Допълнително съдържа пиротин, шрайберзит, мерилит, хромит и ортопироксен. Хромитът и ортопироксенът се срещат в преплетени израстъци и като малки петна, съставени от хромит, железен сулфид и мерилит.
Силикатите на Вермилион се състоят от около 93% оливин, 5% ортопироксен, 1,5% хромит, 0,5% мерилита, докато тези на Y8451 съдържат около 94% оливин, 4,8% ортопироксен, 1,1% клинопироксен и 0,1% мерилит. Вермилионовият пироксен обикновено се среща по ръбовете на по-малки оливинови зърна, въпреки че понякога в оливина се намират и по-големи включвания на пироксен (до 1 мм). В Y8451 има два вида ортопироксен – с по-ниско съдържание на калций (с 0,3% CaO) и по-високо (с 1% CaO).